# مورسکایا ماتوگا
مورسکایا ماتوگا (انگلیسی: Morskaya Matuga) یک جزیره در استان ماگادان کشور روسیه است.